# Çelebi
Çelebi (scritto anche Čelebi in bosniaco, trascritto alla francese Tchélébi, alla tedesca Tschelebi, all'inglese o spagnola Chelebi) è un tradizionale titolo onorifico turco, usato nel periodo ottomano dopo il nome di una persona di sesso maschile con un significato che all'incirca significa "gentiluomo", originariamente indicando la nobiltà ma successivamente generalizzato ad indicare uomini istruiti.
È stato un titolo principesco turco usato insieme a Khatoun o Hatun per le femmine.

## Etimologia
- Secondo l'etnolinguista russo Nicholas Marr (Nikolaj Jakovlevič Marr,  1864-1934), la parola çelebi è attestata fra i Turchi Selgiuchidi all'inizio del XIV secolo.

Derivava dalla parola curda çalab, significante "Dio", che i Curdi stessi avrebbero preso in prestito dall'aramaico tslem, tsalmâ «immagine, idolo». 
- Marr pensa che la parola çelebi sia stata prestata ai Curdi dai Selgiuchidi quando apparvero nel Kurdistan durante l'XI secolo.
- Suppone che la parola si sarebbe evoluta in "ben nato, principe, gentiluomo, nobile, signore, padrone di casa", a partire dal significato di "divino", oltre che verso "musicista (cantante), poeta, letterato, educato, colto, padroncino".

## Fortuna della parola
- I Turchi donarono il titolo di Grand Çelebi alle prime cariche dell'impero subito dopo il Sultano, alti dignitari ecc.

Era lui che, all'incoronazione dell'Imperatore, gli cingeva la spada. Risiedeva a Konya.
- Questa parola è diventato un cognome molto comune (si veda, ad esempio, il politico iracheno Ahmad Chalabi). Si sono trovate traccia dello stesso anche tra i sefarditi di Istanbul, in cui la stessa può prendere la forma ipocoristica di Chibi.
- Apparve anche nel catalano medievale sotto l'ortografia xalabin, pronunciata tchalabín o chalabín, trascritta in francese nella forma shalabin (cf. Jacob Xalabin ).